# 白坪乡 (武胜县)
白坪乡为中国四川省武胜县下辖乡，位于武胜县东部，与猛山、双星、鸣钟、飞龙等乡镇为邻，乡人民政府驻水磨滩。幅员面积30平方公里，辖15个行政村，149个社，6325户，总人口22581人，其中农业人口22153人，劳动力11733个。全乡有耕地面积25480亩，其中水田16238亩，旱地9242亩。
2019年12月，撤销白坪乡，将所属行政区域划归飞龙镇管辖。

## 行政区划
白坪乡撤销前下辖以下地区：
叶家庵村、双鼓坪村、黄林堡村、庙坝村、白坪村、红庙村、高洞村、水磨滩村、大水河村、裕丰村、望桥村、隘口村、凤鸣村、七孔石村和长安村。